# 堺市立野田中学校
堺市立野田中学校（さかいしりつ のだちゅうがっこう）は、大阪府堺市東区にある公立中学校。
旧村落と新興住宅地の混在した地域を校区とし、1985年に堺市立登美丘中学校から分離開校した。2003年に「明日を拓く学校づくり」推進事業実施校に指定されたことを機に、堺市立野田小学校と連携して英語・コミュニケーション活動の取り組みを小中合同で実施している。

## 沿革
- 1984年6月 - 校舎建設工事着工。
- 1984年10月1日 - 校名が「堺市立野田中学校」と決定。
- 1985年4月1日 - 開校。
- 1985年11月6日 - 開校記念式典を開催。
- 1989年11月15日 - PTAが日本PTA全国協議会より表彰される。

## 通学区域
- 堺市立野田小学校の校区全域。
- 堺市立登美丘東小学校の通学区域の一部（南海高野線線路より東側の区域）。

## 交通
- 南海高野線 北野田駅 東へ約700m。